# Jana Małachowa
Jana Ołeksandriwna Małachowa, ukr. Яна Олександрівна Малахова (ur. 17 lutego 1995) – ukraińska piłkarka, grająca na pozycji napastnika w klubie ŽNK Mura, reprezentantka Ukrainy.

## Kariera piłkarska

### Kariera klubowa
W 2010 rozpoczęła zawodową karierę klubową w seniorskiej drużynie Żytłobud-2 Charków, skąd w lipcu 2013 roku przeniosła się do Żytłobud-1 Charków, ale po roku wróciła do Żytłobud-2. Pod koniec marca 2015 roku w jednym z meczów towarzyskich doznała kontuzji kostki, przez co opuściła około miesiąca. W 2022 roku w związku z inwazją Rosji na Ukrainę wyjechała do Hiszpanii, gdzie potem występowała w drużynie Dux Logroño. 18 listopada 2022 dołączyła do klubu CD Pradejón. 10 sierpnia 2023 podpisała kontrakt z słoweńskim klubem ŽNK Mura.

### Kariera reprezentacyjna
9 listopada 2018 roku zadebiutowała w seniorskiej kadrze narodowej w wygranym 4:1 meczu towarzyskim z Kosowem. Wcześniej broniła barw juniorskiej reprezentacji U-17 i U-19.

## Sukcesy i odznaczenia

### Sukcesy klubowe
Żytłobud-1 Charków
- mistrz Ukrainy: 2013, 2014
- zdobywca Pucharu Ukrainy: 2013, 2014

Żytłobud-2 Charków
- mistrz Ukrainy: 2016, 2017, 2019/20
- zdobywca Pucharu Ukrainy: 2019/20, 2020/21

ŽNK Mura
- mistrz Słowenii: 2023/24
- zdobywca Pucharu Słowenii: 2023/24